# Cranbury
Cranbury és una concentració de població designada pel cens dels Estats Units a l'estat de Nova Jersey. Segons el cens del 2000 tenia 2.008 habitants.

## Demografia
Segons el cens del 2000, Cranbury tenia 2.008 habitants, 703 habitatges, i 534 famílies. La densitat de població era de 625,2 habitants/km².
Dels 703 habitatges en un 45,7% hi vivien nens de menys de 18 anys, en un 69,4% hi vivien parelles casades, en un 5% dones solteres, i en un 23,9% no eren unitats familiars. En el 20,3% dels habitatges hi vivien persones soles el 10,2% de les quals corresponia a persones de 65 anys o més que vivien soles. El nombre mitjà de persones vivint en cada habitatge era de 2,79 i el nombre mitjà de persones que vivien en cada família era de 3,27.
Per edats la població es repartia de la següent manera: un 30,9% tenia menys de 18 anys, un 2,4% entre 18 i 24, un 30,1% entre 25 i 44, un 23,3% de 45 a 60 i un 13,2% 65 anys o més.
L'edat mediana era de 39 anys. Per cada 100 dones de 18 o més anys hi havia 86,2 homes.
La renda mediana per habitatge era de 104.444 $ i la renda mediana per família de 129.877 $. Els homes tenien una renda mediana de 95.316 $ mentre que les dones 44.500 $. La renda per capita de la població era de 51.095 $. Aproximadament l'1,1% de les famílies i el 2,2% de la població estaven per davall del llindar de pobresa.